# Strumyk (województwo wielkopolskie)
Strumyk – wieś w Polsce, położona w województwie wielkopolskim, w powiecie konińskim, w gminie Kramsk. Należy do sołectwa Kramsk-Łęgi.

## Podział administracyjny
W latach 1975–1998 miejscowość administracyjnie należała do województwa konińskiego.